# Carpelimus dissonus
Carpelimus dissonus är en skalbaggsart som beskrevs av Alexander Bierig 1935. Carpelimus dissonus ingår i släktet Carpelimus och familjen kortvingar. Inga underarter finns listade i Catalogue of Life.